# Mantas Kalnietis
Mantas Kalnietis (ur. 6 września 1986 w Kownie) – litewski koszykarz, który występował na pozycji rozgrywającego, wychowanek Žalgirisu Kowno, reprezentant Litwy.

## Kariera
W lutym 2006 Kalnietis zadebiutował w pierwszej drużynie Žalgirisu Kowno. W Eurolidze zdobywał średnio 6,8 punktów, z 65% skutecznością. W 2008 roku zwyciężył wraz z zespołem w Bałtyckiej Lidze Koszykówki. W latach 2007 i 2008 triumfował w Lidze Litewskiej i Pucharze Litwy. W 2007 doprowadził zespół do zwycięstwa w lidze letniej ULEB, zostając wybranym MVP turnieju.
Sezon 2008/09 był przełomowy w jego karierze. Zdobywał średnio 11,3 punktów w lidze i 8,5 punktów oraz 3 asysty na mecz w Eurolidze. 10 grudnia 2008 roku po raz pierwszy przekroczył barierę 20 punktów, w meczu z Montepaschi Siena.
W czerwcu 2009 podpisał trzyletnią umowę z Benettonem Treviso. Jednak trybunał arbitrażowy FIBA uznał, że ma jeszcze ważny kontrakt z Żalgirisem i do transferu nie doszło. W 2012 roku opuścił Litwę i podpisał trzyletni kontrakt z Lokomotiwem Kubań.
18 grudnia 2013 został wybrany Koszykarzem Roku na Litwie.
W lipcu 2015 brał udział w lidze letniej NBA wraz z drużyną Indiana Pacers. 17 lipca 2015 powrócił do Žalgirisu, podpisując roczną umowę.
24 lipca 2018 dołączył do francuskiego ASVEL-u. 1 sierpnia 2019 został zawodnikiem rosyjskiego Lokomotiwu Kubań.
21 czerwca 2021 zawarł po raz kolejny w karierze umowę z Žalgirisem Kowno. W styczniu 2023 ogłosił zakończenie kariery, żegnając się z koszykówką 29 stycznia 2023 meczem Žalgirisu przeciwko BC Jonava.

## Osiągnięcia
Na podstawie, o ile nie zaznaczono inaczej.

### Klubowe
- Mistrz:
  - Eurocup (2013)
  - Ligi Bałtyckiej (2008, 2010–2012)
  - Francji (2019)
  - Litwy (2007, 2008, 2011, 2012)
  - Włoch (2016, 2018)
- Wicemistrz:
  - Zjednoczonej Ligi VTB (2013)
  - Litwy (2009, 2010)
- Zdobywca:
  - pucharu:
    - Francji (2019)
    - Włoch (2016, 2017)
    - Litwy (2007, 2008, 2011, 2012)

  - superpucharu Włoch (2016, 2017)
- Finalista pucharu Rosji (2014)
- Zwycięzca:
  - turnieju Euroligi – Euroleague Basketball Adidas Next Generation Tournament (2003)
  - letniej ligi ULEB (2007)

### Indywidualne
- Zawodnik roku Litwy (2013)
- MVP:
  - VTB (2021)[14]
  - finałów Ligi Bałtyckiej (2012)
  - letniej ligi ULEB (2007)
  - miesiąca VTB (luty 2013)
  - tygodnia VTB (14 kolejka – 2012/13)
- Najlepszy litewski zawodnik roku ligi VTB (2013)
- Zaliczony do II składu Eurocup (2021)
- Uczestnik meczu gwiazd ligi:
  - bałtyckiej (2007, 2008)
  - litewskiej (2007, 2009–2012)
- Zwycięzca konkursu wsadów ligi:
  - bałtyckiej (2007)
  - litewskiej (2008)
- Lider:
  - w asystach ligi:
    - VTB (2021)
    - litewskiej (5,3 – 2012)[15]

  - ligi litewskiej z skuteczności rzutów za 3 punkty (53,1% – 2012)[15]

### Reprezentacja
Drużynowe
- Mistrz uniwersjady (2007)
- Wicemistrz Europy:
  - 2013, 2015
  - U–20 (2005)
- Zwycięzca kwalifikacji olimpijskich (2012)
- Brązowy medalista mistrzostw świata (2010)
- Uczestnik:
  - mistrzostw:
    - świata (2006 – 7. miejsce, 2010)
    - Europy:
      - 2009 – 11. miejsce, 2011 – 5. miejsce, 2013, 2015, 2017 – 9. miejsce
      - U–20 (2005, 2006 – 7. miejsce)
      - U–18 (2004 – 9. miejsce)

  - igrzysk olimpijskich (2012 – 8. miejsce, 2016 – 7. miejsce)

Indywidualne
- Lider w asystach:
  - igrzysk olimpijskich (2016)
  - Eurobasketu (2013, 2015, 2017)